# ابوعلی خیاط

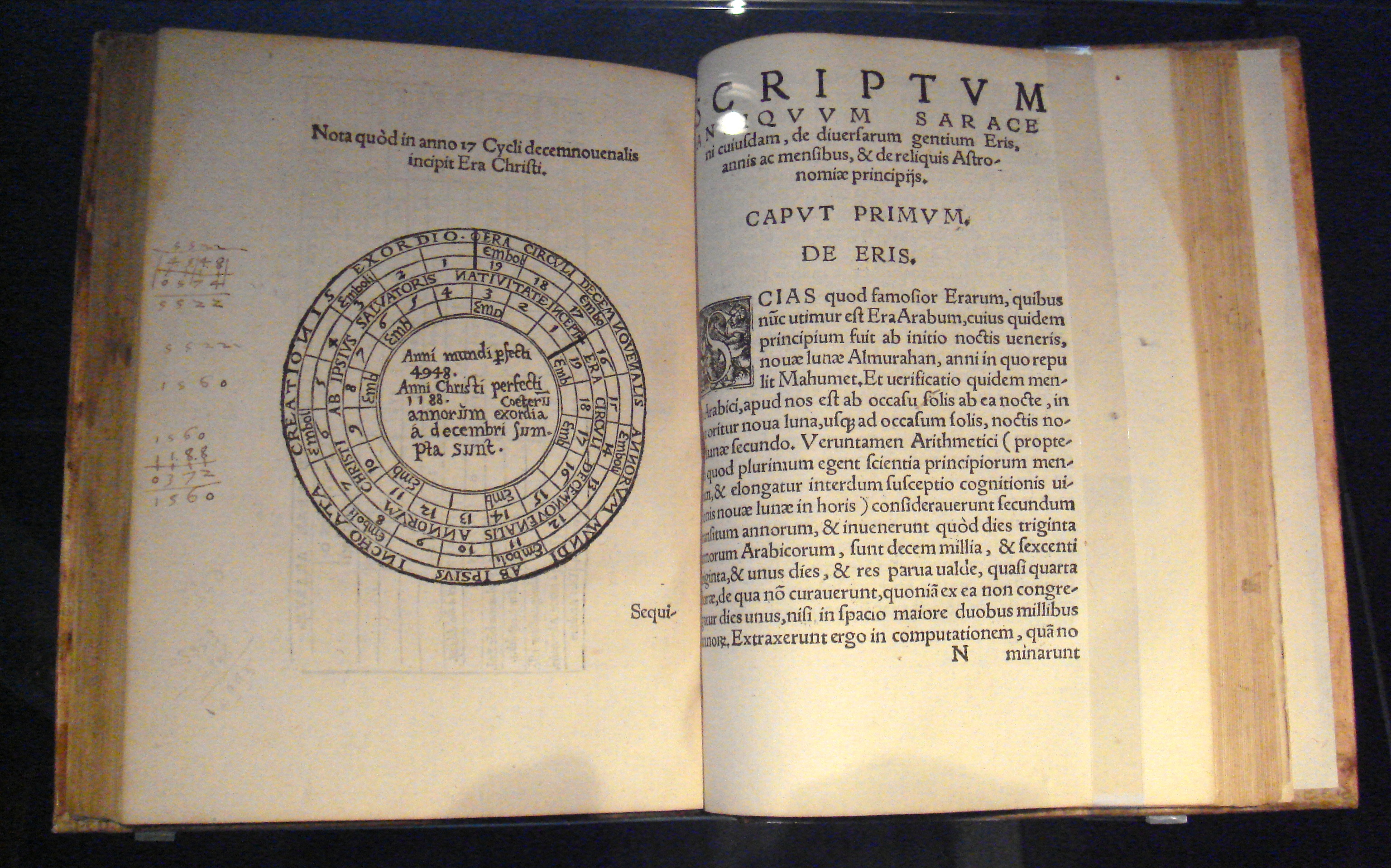
Edition of De Iudiciis Natiuitatum, Albohali, Nuremberg, 1546.

ابوعلی خیاط یحیی بن غالب (درگذشته ۲۲۰ ه. ق / حدود ۸۳۵ م) ریاضی‌دان و ستاره‌شناس مسلمان، نزد متخصصین در علوم ریاضی و نجوم از مقام والایی برخوردار بود و نامش در کتاب دانشمندان طراز اول و مشهور جهان، آورده شده است. وی شاگرد ماشاءالله بوده است.
ابوعلی خیاط تالیفات متعددی دارد که کتاب المَوالید و نیز سِیَرُالاعمال از آن جمله‌اند. تعدادی از کتاب‌های این دانشمند برجستهٔ مسلمان به زبان لاتین ترجمه شده است.